# Опистогнатовые
Опистогнатовые (лат. Opistognathidae) — семейство лучепёрых рыб. Ранее семейство включали в состав отряда окунеобразных (Perciformes), а с 2016 года рассматривают как incertae sedis в подсерии Ovalentaria. Прибрежные морские рыбы. Распространены в Атлантическом, Индийском и Тихом океанах. Максимальная длина тела 40 см.

## Описание
Тело удлинённое, довольно низкое, немного сжато с боков, покрыто циклоидной чешуёй. Голова большая; без чешуи, шипов или гребней. Рот большой, конечный, горизонтальный; верхнечелюстные кости выдвижные. Челюсти равны по размерам, с коническими зубами. Есть зубы на сошник; нёбо без зубов. Нет пилорических придатков. Плавательный пузырь есть. Спинной плавник длинный с 9—12 колючими и 12—22 мягкими лучами. У представителей рода Stalix верхушки передних колючих лучей спинного плавника вильчатые или разделены Y-образно на две части. В анальном плавнике 2—3 малозаметных колючих и 10—21 мягких лучей. Брюшные плавники с 1 колючим и 5 мягкими лучами, расположены перед основаниями грудных плавников. Грудные плавники веерообразные. Хвостовой плавник закруглённый или ланцетовидный. Боковая линия неполная, проходит вблизи основания спинного плавника, не заходит далее середины тела.

## Биология
Могут зарываться в грунт, выставляя наружу только переднюю часть тела. Питаются донными и планктонными беспозвоночными. Самцы вынашивают икринки во рту. Икринки с нитевидными выростами вокруг микропиле.

## Классификация
В состав семейства включают 4 рода с 83 видами:
- Anoptoplacus Smith-Vaniz, 2017[5] (2 вида)
- Lonchopisthus Gill, 1862 — Лонхописты (4 вида)
- Opistognathus Cuvier, 1816 — Опистогнаты (66 видов)
- Stalix Jordan & Snyder, 1902 — Сталиксы (12 видов)